# TT Pro League 2016/17
Die TT Pro League 2016/17 war die 18. Spielzeit der höchsten nationalen Fußballwettbewerbs Trinidad und Tobagos für Männer. Die Saison begann am 30. September 2016 und endete am 5. Februar 2017. Es nahmen insgesamt zehn Mannschaften am Spielbetrieb teil.
Titelverteidiger war der Central FC, der auch in diesem Jahr den Titel gewinnen konnte.

## Modus
Die Teams traten jeweils gegeneinander an, sodass es zu insgesamt 18 Spieltagen kam.
Die beiden erstplatzierten Teams qualifizierten sich für die CFU Club Championship 2018.

## Abschlusstabelle
| Pl.                                | Verein                    | Sp. | S  | U | N  | Tore    | Diff. | Punkte |
| ---------------------------------- | ------------------------- | --- | -- | - | -- | ------- | ----- | ------ |
| 1.                                 | Central FC (M)            | 18  | 15 | 2 | 1  | 041:140 | +27   | 47     |
| 2.                                 | W Connection              | 18  | 15 | 1 | 2  | 050:130 | +37   | 46     |
| 3.                                 | San Juan Jabloteh         | 18  | 9  | 2 | 7  | 032:230 | +9    | 29     |
| 4.                                 | North East Stars FC       | 18  | 8  | 4 | 6  | 033:290 | +4    | 28     |
| 5.                                 | Club Sando FC             | 18  | 7  | 4 | 7  | 033:340 | −1    | 25     |
| 6.                                 | Police FC                 | 18  | 5  | 5 | 8  | 036:350 | +1    | 20     |
| 7.                                 | Defence Force FC          | 17  | 6  | 2 | 9  | 024:300 | −6    | 20     |
| 8.                                 | St. Ann’s Rangers         | 18  | 4  | 5 | 9  | 023:390 | −16   | 17     |
| 9.                                 | Morvant Caledonia United  | 18  | 2  | 6 | 10 | 019:320 | −13   | 12     |
| 10.                                | Point Fortin Civic Centre | 17  | 1  | 3 | 13 | 017:590 | −42   | 06     |
| Quelle: rsssf.org, Stand: Endstand |                           |     |    |   |    |         |       |        |

|     | Meister und Qualifikation zur CFU Club Championship 2018 |
|     | Qualifikation zur CFU Club Championship 2018             |
| (M) | amtierender Meister der Saison 2015/16                   |

## Torschützenliste
| Rang | Spieler           | Club          | Tore |
| ---- | ----------------- | ------------- | ---- |
| 1    | Akeem Roach       | Club Sando    | 12   |
| 2    | Jamal Charles     | W Connection  | 10   |
| 2    | Jameel Perry      | Police        | 10   |
| 4    | Darren Mitchell   | Central       | 9    |
| 4    | Devorn Jorsling   | Defence Force | 9    |
| 6    | Jerrel Britto     | Ma Pau Stars  | 8    |
| 6    | Jason Scotland    | Ma Pau Stars  | 8    |
| 6    | Hashim Arcia      | Defence Force | 8    |
| 6    | Dimitrie Apai     | W Connection  | 8    |
| 10   | Jamille Boatswain | Defence Force | 7    |

Quelle: TTProLeague.com